# Fatma Oussedik
Pour les articles homonymes, voir Oussedik.
Fatma Oussedik est professeure de sociologie et d'anthropologie à l'université d'Alger. Née le 7 avril 1949 a alger, fille de Taher Oussedik, un historien algérien.

## Biographie
Fatma Oussedik est née d'un père algérien et d'une mère Algérienne , Tahar Oussedik, historien et auteur de plusieurs ouvrages. Elle a mené des recherches d'ordre anthropologique dans la région des M'Zab. Elle est professeure à l'université d'Alger et chercheuse associée au centre de recherche en Économie Appliquée ou développement CREAD.

## Publications
- 2010. Le féminisme algérien au péril d'un contexte postcolonial. Revue Tumultes.  Politique, esthétique, féminisme : Les formes du politique, les ruses de la domination et le sens des luttes féministes, Paris VII, Paris
- 2009. Coordination (en collaboration avec Abdenour Bidar) du numéro : Philosophie, Islam et sociétés musulmanes. Revue Diogène, No 226, avril-Juin 2009—Contribution personnelle :  ""à la recherche d’un Etat endormi.
- 2008. Raconte-moi ta ville. Fatma Oussedik (Alger : Enag).
- 2006. L’enseignement au Maghreb et la Demande d’Egalité des Chances. Revue Afkar/Idées. IEMED-Barcelone, Espagne.
- 2002. Savoir et Raison dans l’Occident Musulman. Revue Diogène
- 2001. Lutte des femmes en Algérie autour du Code de la famille. Revue Etudes internationales. (80 : 3).
- 1999. Religion, Gender and Violence in Algeria The Brown Journal of World Affairs (vol. VI).
- 1998. Masculin / Féminin : Les algériens et le mouvement des femmes Revue Pouvoirs, Paris.
- 1997. Algérie-France : le Politique Ensauvagé Fatma Oussedik et Benjamin Stora, Revue Esprit, Paris.

## Etudes et diplômes
- 1972, maîtrise de sociologie, université d'Alger
- 1976, Diplôme d’études approfondies, "La décision économique dans les coopératives de la révolution agraire" à l'université d'Alger
- 1986, magistère, "Quelques aspects des identités féminines d'Alger" à l'université d'Alger
- 1996, Doctorat, "L'Identité féminine à Alger" à l'université catholique de Louvain